# USA–193
Az USA 193 (NRO Launch 21, NROL-21 vagy egyszerűen L-21) amerikai felderítő műhold volt.

## Feladata, célja
A feladata nem ismert, titkosított. A röppályája alapján az FIA (Future Imagery Architecture) rendszer részét képezhette.

## Kilövés dátuma
Gyártója a Lockheed Martin.
2006. december 14-én indították útnak a Vandenberg légitámaszpontról.

## Története
Néhány héttel az indítási után nyilvánosságra került, hogy a követőállomások képtelenek voltak kapcsolatba lépni, illetve kommunikálni a műholddal. 
2007 augusztusában a műholdat hivatalosan is veszteségnek könyvelték el.

### Megsemmisítés

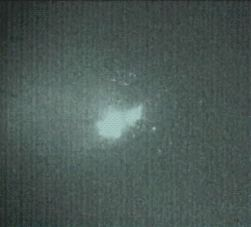
Az SM–3 megsemmisíti az USA 193-at

A számítások szerint a műhold 2008 márciusában lépett volna be a Föld légkörébe.
A Pentagon és a FEMA szakértői szerint a műhold megsemmisítése vált szükségessé, mivel attól lehetett tartani, hogy nagyobb darabok és ezzel együtt a mérgező hajtóanyag éri el a Föld felszínét. 
Más szakértők szerint a fedélzetén található technika titkossága indokolta a megsemmisítést, bár ez utóbbi állítást senkinek sem sikerült bizonyítani.
Több ország (Például Kína, Oroszország) heves tiltakozása ellenére az USA elnöke engedélyezte az akciót, így 2008. február 21-én a Hawaiitól nyugatra hajózó USS Lake Erie cirkáló fedélzetéről indított SM–3 rakétával semmisítették meg.